# Charles Messier
Pour les articles homonymes, voir Messier.
Charles Messier, né à Badonviller dans la principauté de Salm-Salm le 26 juin 1730 et mort à Paris le 12 avril 1817, est un astronome franco-salmien, éminent chasseur de comètes.
Il est renommé pour avoir créé le fameux catalogue d'objets du ciel profond portant son nom.

## Biographie
Charles Messier naît le 26 juin 1730 à Badonviller dans la principauté de Salm-Salm où ses parents, Nicolas Messier (1682-1741) et Françoise née Grandblaise (?-1765), sont établis. Il est le dixième d'une famille de douze enfants. Son père était maire de Badonviller et commissaire aux saisies réelles dans la principauté de Salm-Salm.
À l'âge de vingt ans, alors qu'il se destinait à des fonctions judiciaires, il vient à Paris pour exercer en tant qu'astronome. Accueilli par Joseph-Nicolas Delisle, il se forme à l'observation des phénomènes astronomiques, notamment les éclipses et la recherche des comètes. De 1758 à 1805, il travaille à l'observatoire de l'Hôtel de Cluny. Il y habitera depuis son mariage en 1771 jusqu'à sa mort. Malheureusement, son épouse meurt en couches et leur fils peu après, ce qui l'engage à se consacrer entièrement à ses travaux.
Surnommé « le furet des comètes » par Louis XV, il devient membre de l'Académie des sciences en 1778,,.
À la fin de sa vie, Charles Messier est honoré par Napoléon qui le décore, en 1806, de la Croix de la légion d'honneur. En retour, Messier rédige un mémoire vouant la grande comète de 1769 à l'empereur, né cette année-là, ce qui lui vaudra des critiques dans la communauté scientifique.

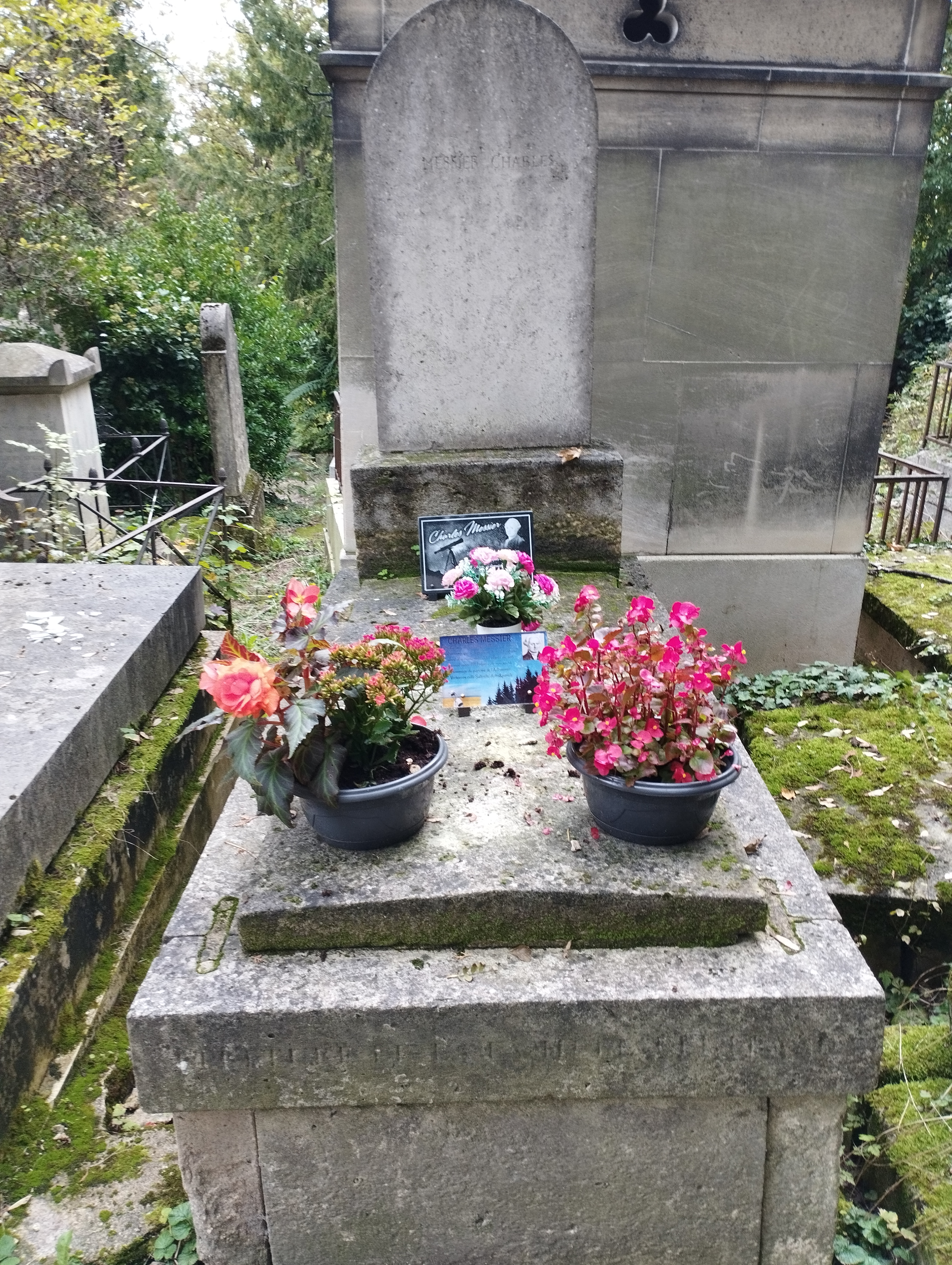
Tombe de Charles Messier au cimetière du Père-Lachaise (division 11).

Il meurt à Paris le 12 avril 1817, à l'âge de 86 ans. Il est inhumé au cimetière du Père-Lachaise (11e division) dans la même ville,. Sa tombe a été récemment sauvée de l'oubli.

## Observations et découvertes astronomiques

### Comètes et astéroïdes

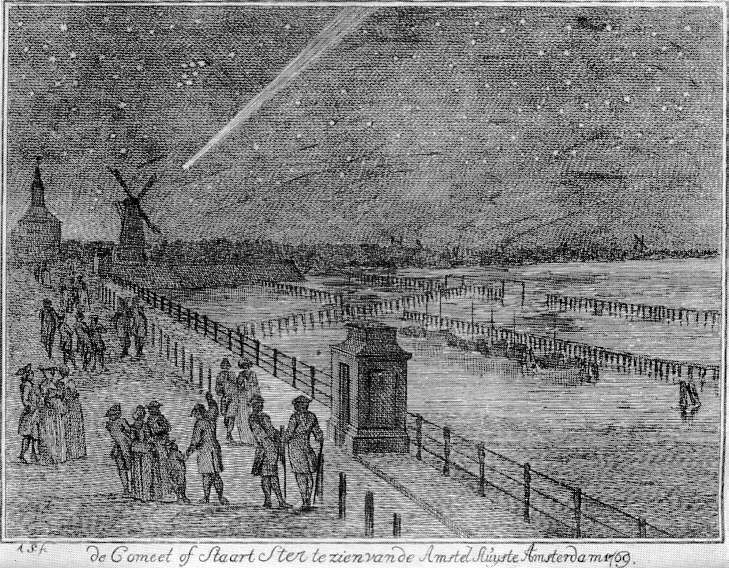
La grande comète de 1769 au-dessus d'Amsterdam

Entre 1760 et 1801, Charles Messier étudie scrupuleusement 44 comètes et en découvre 20 — parfois conjointement avec d'autres astronomes, notamment Pierre Méchain et Alexis Bouvard. Il collabore également avec son ami Bochart de Saron, conseiller puis président au parlement, un fervent mathématicien qui calcule pour lui la trajectoire des comètes d'après ses observations.
Parmi les comètes découvertes pendant cette période, on peut citer : C/1763 S1 (Messier), C/1764 A1 (Messier), C/1766 E1 (Messier), C/1769 P1 (Messier), D/1770 L1 (Lexell), C/1771 G1 (Messier), C/1773 T1 (Messier), C/1780 U2 (Messier), C/1785 A1 (Messier-Méchain), C/1788 W1 (Messier), C/1793 S2 (Messier) et C/1798 G1 (Messier).
Le 10 janvier 1771, il est un des co-découvreur de la grande comète C/1771 A1.
Il observe l'astéroïde Pallas le 6 avril 1779, 23 ans avant sa découverte, note sa position et pense qu'il s'agit d'une étoile,.
Le 12 juillet 1801, il est le co-découvreur, avec Pons, Méchain et Bouvard, de la comète C/1801 N1 (Pons).

### Amas stellaires et nébuleuses

La Galaxie du Tourbillon découverte par Messier en 1773. Image prise en janvier 2005 par le télescope spatial Hubble.

En 1764, il découvre la nébuleuse de l'Haltère (M27) ainsi que la galaxie d'Andromède (M31). En 1773, il découvre la galaxie principale NGC 5194 du couple de galaxies M51 (Galaxie du Tourbillon).
En 1781, il découvre la galaxie principale de l'amas de la Vierge (M87 alias Virgo A).

## Le catalogue Messier

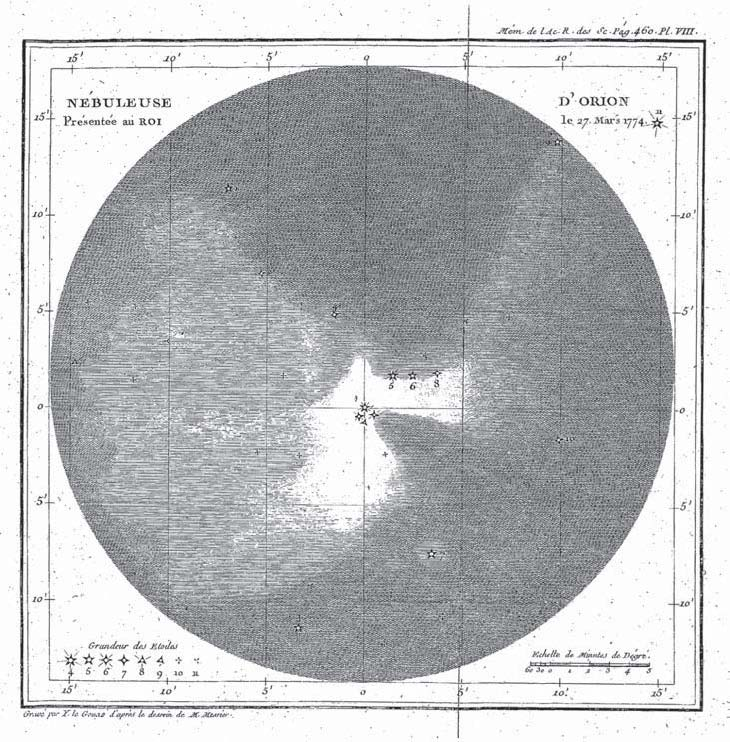
La Nébuleuse d'Orion dessinée par Messier à laquelle il donna la désignation M42 dans son catalogue

La renommée actuelle de Charles Messier est avant tout issue de son catalogue de 110 objets du ciel profond d'aspect diffus (amas stellaires et nébuleuses au sens de l'époque), catalogue qu'il produisit à l'intention des chasseurs de comètes afin d'éviter toute confusion avec ces objets fixes et encore étranges.
La première édition du catalogue parait en 1774 et répertorie 45 « nébuleuses ». La version datée de 1781, considérée comme étant la plus aboutie, en compte 103.
Le catalogue connaît une grande postérité et est même complété jusqu'en 1966 avec l'ajout de sept nouveaux objets. Aujourd'hui, ce catalogue n'est pas tant utilisé par le chasseur de comètes que par l'astronome amateur désireux d'avoir un aperçu des objets les plus spectaculaires qu'il pourra trouver dans le ciel nocturne. Il répertorie en effet la plupart des amas, nébuleuses et galaxies les plus brillants du ciel boréal et, dans une moindre mesure, austral.

## Manuscrits

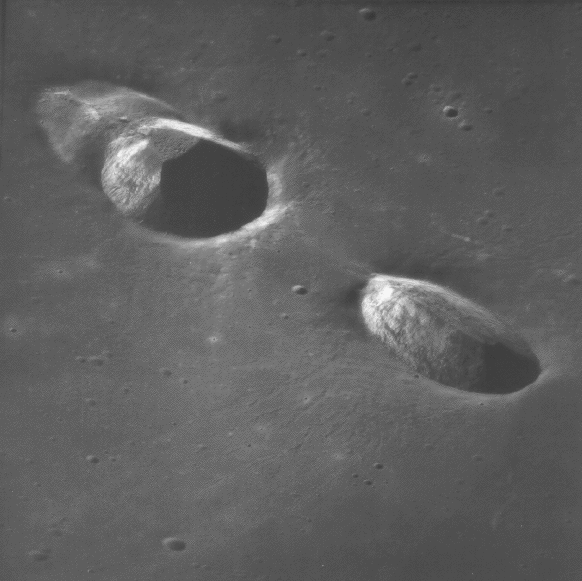
Les cratères Messier et Messier A pris en photo lors de la mission Apollo 11.

- Charles Messier, Observations célestes faites à Paris à l'Hôtel de Cluny (manuscrit), Paris, 1753-1756, 744 p. (lire en ligne [jpg]).
- Charles Messier, Journal des observations astronomiques faites à l'Observatoire de la Marine (manuscrit), Paris, 1757-1760, 403 p. (lire en ligne [jpg]).
- Charles Messier, Table des positions de la comète de 1770 (manuscrit), Paris, 1770, 1 p. (lire en ligne [jpg]).
- Jean-Baptiste Delambre, Biographie de Charles Messier (manuscrit), Paris, 1813?, 7 p. (lire en ligne [jpg]). .

La bibliothèque de l'Observatoire de Paris conserve une collection Messier composée de documents manuscrits dont certains ont été numérisés :
- Observations célestes faites à Paris à l'Hôtel de Cluny par Messier entre 1753 et 1756[16];
- Journal des observations astronomiques faites à l'Observatoire de la Marine par Messier entre 1757 et 1760[17];
- Table des positions de la comète de 1770 par Messier[18];
- Biographie de Charles Messier par Delambre[19].

## Hommages
- Le canal Messier au sud du Chili est un hommage a posteriori, lié à différentes erreurs de retranscription écrite sur les cartes de l'époque[20].
- L'astéroïde (7359) Messier et un cratère lunaire de 11 km ont été nommés en son honneur.

### Podcast
- Radio RVE, « En route vers les étoiles : Charles Messier », saison 10, épisode 12, sur soundcloud.com, 22 juin 2017 (consulté le 16 avril 2020).

### Documentaire
- Universcience (Le blob, l’extra-média), « Le ciel de Charles Messier », sur youtube.com, 3 novembre 2010 (consulté le 16 avril 2020).